# Betoverkind
Betoverkind (Engelse titel: Sourcery) is een fantasyboek uit 1988 van de Britse schrijver Terry Pratchett. Het is het vijfde boek in de Schijfwereld cyclus.
Het boek werd in 1992 in het Nederlands vertaald door Venugopalan Ittekot.

## Samenvatting
Een achtste zoon van een achtste zoon wordt op de Schijfwereld gewoonlijk tovenaar. Zo ook Ipsileer de Rode: hij groeide zelfs uit tot een machtig tovenaar van het hoogste niveau, tot hij verliefd werd en besloot de toverhogeschool te verlaten. Hij trouwde met zijn geliefde en ze kregen zeven zonen. Maar tijdens de geboorte van de achtste zoon overleed zijn vrouw, en al zijn toverijen konden haar niet redden. Wat later, terwijl hij met zijn pasgeboren zoon Munt over de zee staarde, nam De Dood ook Ipsileer tot zich. Maar met een knappe truc is Ipsileer De Dood te snel af: hij plaatst zichzelf in zijn toverstaf; dezelfde toverstaf die is verbonden met zijn zoon Munt. Hierdoor is  hij de Dood voorlopig te slim af.
De achtste zoon van de achtste zoon van de achtste zoon, Munt het Betoverkind ofwel een tovenaar in het kwadraat, groeit op en is op tienjarige leeftijd al machtiger dan de machtigste tovenaar van de Gesloten Universiteit in Ankh-Meurbork. Vergeleken met zijn magie is de rest maar broddeltoverwerk. Hij neemt zonder problemen de macht op de tovenaarshogeschool en heeft grootse plannen. Rinzwind is ook een tovenaar, maar een van het allerlaagste allooi en nog laf op de koop toe. Maar wanneer de beste dief van Ankh-Meurbork de toverhoed van de aartskanselier steelt, wordt juist aan Rinzwind gevraagd de Hoed der Hoeden in veiligheid te brengen voor het Betoverkind. De hoedendief blijkt een dievegge te zijn die naar de naam Conina luistert en een dochter is van de befaamde Cohen de Barbaar. Conina, Rinzwind en diens onafscheidelijke Bagage vluchten naar het overzeese rijk Klatsch.